# Federación Obrera Femenina
La Federación Obrera Femenina (FOF) fue una asociación de sindicatos anarcosindicalistas de mujeres de Bolivia, activa entre 1927 a 1964.

## Historia
Las diversas asociaciones y sindicatos femeninos de tendencia anarquista deciden agruparse en la Federación Obrera Femenina,FOF, en 1927 como rama de la Federación Obrera Local, que agrupa en su mayoría a empleadas del servicio doméstico, trabajadoras del mercado (recoveras, floristas, fruteras) y cocineras.

## Reivindicaciones
Acuerdan mantener una línea autónoma respecto de las organizaciones masculinas. Además de levantar una plataforma de reivindicaciones laborales, demandan el divorcio absoluto, la creación de guarderías y la igualdad ante la ley de todos los hijos e hijas. Sus principales adversarios fueron las autoridades municipales y las maestras mayores que eran las dirigentas máximas y más antiguas de los mercados bolivianos de la época. Una importante parte de estas mujeres eran cholas, lo que hacía que su lucha por mejores condiciones de trabajo estuviera atravesada por reivindicaciones de clase y una afrenta directa al racismo.

## Sindicatos afiliados

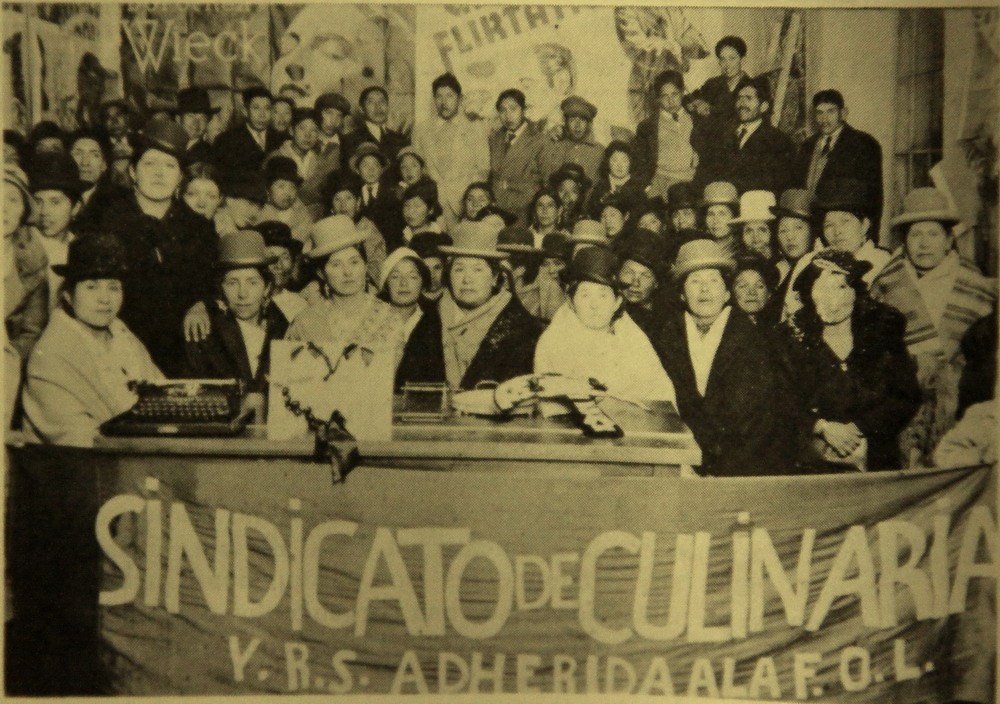
Sindicato de Culinarias, parte de la FOF.

Aglutinó los siguientes sindicatos: Sindicato de Culinarias, Unión Femenina de Floristas, Sindicato de Oficios Varios del Mercado Camacho, Sindicato de Oficios Varios de Locería, Sindicato Femenino de Trabajadoras de Viandas, Sindicato de Lecheras y Sindicato de Anexos del Mercado Lanza. Algunas destacadas integrantes de la FOF fueron Nicolasa Ibáñez, Catalina Mendoza, Tomasita Paton, Petronila Infantes, entre otras.
Su compañero de militancia Lisandro Rodas afirmaría años más tarde:
"Eran multitudes pues, ellas iban por delante y nosotros por detrás" 
sobre aquellas libertarias que conseguirían esforzadamente el logro de importantes avances en la situación laboral de las vendedoras capitalinas y de las mujeres en general mediante la autoorganización.

## Congreso Obrero
Se crea el sindicato de Unión Femenina de Floristas. Petronila Infantes dirigenta anarquista, funda la Unión Sindical de Culinarias, para exigir un horario de trabajo. El Congreso Obrero reunido en La Paz, aprueba exigir “la universalización del descanso dominical”, la jornada de 8 horas, la incorporación de las trabajadoras domésticas a la legislación social y la sustitución de la palabra “doméstica” por la de empleada de labores de casa. Al término de la Guerra del Chaco, se refunda la FOF con nuevas organizaciones sindicales femeninas. 
Aglutinó inicialmente a  organizaciones de verduleras que trabajaban en los mercados y a las de floristas; sin embargo, la FOF se convirtió después de la Guerra del Chaco, en la vanguardia y el sostén de la FOL en una época de división y cooptación estatal. La FOF perdió relevancia en los años treinta y la participación sindical de la mujer trabajadora se trasladó al sindicato único, con algunas excepciones. Las mujeres sindicalizadas de orientación anarquista se mantuvieron al margen de la movilización por el voto femenino. La FOF no entró en crisis con la desaparición de la FOL, y mantuvo su notable accionar hasta la década de los 50.